# Cavaglio d'Agogna
Cavaglio d'Agogna är en ort och kommun i provinsen Novara i regionen Piemonte i Italien. Kommunen hade 1 172 invånare (2018).